# Victor Teboul
Pour les articles homonymes, voir Téboul.
Victor Teboul est un écrivain québécois, natif d'Alexandrie, en Égypte. Il a quitté l'Égypte avec ses parents en 1956 à la suite des expulsions des familles juives lors de la guerre de Suez. Il a raconté cet épisode dans son roman La Lente Découverte de l'étrangeté (Intouchables, 2001). Son essai Libérons-nous de la mentalité d'assiégé. Dits et écrits iconoclastes (éditions Accent Grave, 2014) est une critique des médias, des lobbys et des groupes ethnoculturels.

## Biographie
Natif d'Alexandrie en Égypte, Victor Teboul fait ses études primaires dans une école anglaise protestante, la Saint Andrew's School for Boys. Il quitte l'Égypte avec ses parents en 1956 dans des conditions douloureuses à la suite de la guerre de Suez lorsque de nombreuses familles juives, détentrices de passeports français, sont expulsées d'Égypte. Les Teboul, comme quelques centaines de réfugiés juifs, sont hébergés au couvent de Notre-Dame-de-l'Osier dans l'Isère, en France, avant de gagner Paris. Victor Teboul raconte cet épisode dans son roman La Lente découverte de l'étrangeté ainsi que dans d'autres textes, tel que «Le Départ d'Égypte» et «Alexandrie ma ville-mère».
À Paris, grâce à une bourse du gouvernement français, Victor Teboul fréquente l'école privée English School of Paris, située à Andrésy, dans l'arrondissement de Saint-Germain-en-Laye, avant de poursuivre ses études à l'École supérieure de journalisme.
Il immigre au Québec avec ses parents en 1963. Il s'inscrit à l'école de journalisme de Montréal, Studio 5316, dans laquelle enseignent notamment le journaliste Jean-Louis Gagnon et le professeur d'histoire de l'art et de littérature, Guy Boulizon, dont il suit les cours. Teboul est d'abord employé par l'Organisation sioniste canadienne et ensuite par Keuffel and Esser (en) situé à la Montée de liesse, à Montréal. Il évoque l'expérience vécue dans ses premiers emplois ainsi que ses tentatives de s'intégrer à la société francophone du Québec dans son roman Que Dieu vous garde de l'homme silencieux quand il se met soudain à parler.
À la fin des années 1960, Victor Teboul poursuit ses études à l'Université Sir George Williams (aujourd'hui Université Concordia) en suivant les cours notamment de Maïr Verthuy, Serge Losique, Léandre Bergeron et il s'intéresse de plus en plus à la littérature québécoise. Il obtient le diplôme de Bachelor of Arts (avec la mention Honours) en 1969. Il s'inscrit la même année à l'Université McGill et suit les cours notamment de Jean Ethier-Blais et de Marc Angenot. Il obtient la Maîtrise es arts en lettres françaises et québécoises en 1971. Il occupera les fonctions de chargé de cours au sein de cette université de 1971 à 1973. Durant l'été 1972, détenteur d'une bourse du gouvernement italien, il fera un stage en langue et culture italiennes à l'Université per Stranieri, à Perouse, en Italie. Il a été professeur invité au Collège universitaire de Hearst, affilié à l'Université Laurentienne, aux sessions d'été de 1974,1975 et 1976, où il a enseigné la littérature québécoise et les communications.
Récipiendaire d'une Bourse d'excellence du gouvernement du Québec et de la Faculté des études supérieures de l'Université de Montréal, il poursuit sa spécialisation en littérature québécoise dans cette université et soutient sa thèse de doctorat en 1981 sur le journal Le Jour de Jean-Charles Harvey. Le professeur et écrivain André Brochu, directeur de la thèse de Teboul, ainsi que les professeurs Réginald Hamel, Maurice Lemire et Laurent Mailhot formeront le jury de la soutenance.
De 1983 à 1987, il siège au Conseil supérieur de l'éducation et de 1987 à 1989 au Conseil de presse du Québec.
Docteur ès lettres de l'Université de Montréal, il a enseigné l'histoire à l'Université du Québec à Montréal dans les années 1990 et a été professeur de littérature au Collège Lionel-Groulx, à Sainte-Thérèse, de 1977 à 2007.
Il est le fondateur du webzine Tolerance.ca, qu'il dirige depuis 2002.

## Engagement politique
Victor Teboul milite activement pour le Parti québécois, dès avril 1970, année où le PQ se présente pour la première fois aux élections. Il travaille à la campagne du candidat Paul Unterberg, dans la circonscription de D'Arcy McGee. En 1979, le PQ ayant remporté les élections le 15 novembre 1976, Teboul est invité à participer au Comité consultatif sur les anglophones et les Juifs. Formé par David Levine, alors conseiller du ministre Bernard Landry, le Comité est attaché au Bureau du Premier ministre du Québec et veillera à maintenir à 80 % les subventions gouvernementales accordées aux écoles juives. Évelyne Dumas, conseillère au Bureau du Premier ministre, ainsi que les politologues Édouard Cloutier, Daniel Latouche et Henry Milner notamment siègent au Comité. En 1980, Victor Teboul se joint aux écrivains pour le OUI lors de la campagne référendaire sur la souveraineté-association et explique le sens de son engagement dans Le Devoir.
Teboul s’opposera publiquement aux vues défendues par l’establishment de la communauté juive anglophone en ce qui touche la place des Juifs dans un Québec français. En juin 1980, participant au premier congrès de l’Institut des études juives académiques et communautaires, qui a lieu à l’Université du Québec à Montréal, il est invité à commenter le sondage de la communauté juive dans laquelle l’auteur, le représentant de la Allied Jewish Community Services, George Kantrowitz, révélait que 50 % des étudiants juifs anglophones de niveau universitaire avaient l'intention de poursuivre leurs études hors du Québec, principalement à cause du climat politique. Dans son commentaire, Victor Teboul critique vigoureusement l’approche adoptée par la recherche. Selon le journaliste Laval Le Borgne, de La Presse, qui couvre le congrès de l’institut des études juives, Teboul charge l'enquête du professeur Kantrowitz. «Parlant la même langue que la majorité des Québécois, je suis plus sensible à ce qui se passe réellement. Je ne suis pas intéressé à savoir qui va partir; je veux plutôt savoir si le Québec va tenir compte de ma différence», déclare-t-il. «Le genre de questions posées (par M. Kantrowitz) est r é v é l a t e u r de la méfiance des Juifs anglophones à l'égard des Québécois qu'ils ne comprennent pas, qu'ils craignent. Je m'identifie plus au courant québécois et ressent moins d'appartenance à la communauté juive officielle», précise-t-il. Poussant plus loin son attaque contre ce que représente à ses yeux M. Kantrowitz et son enquête sociologique, M Téboul (sic) affirme qu'ils révèlent une attitude «de domination adoptée par des gens aisés de Côte-Saint-Luc, Hampstead et Côte-des-Neiges qui s'identifient culturellement à New York.
Lors des élections québécoises de 1994, il est le directeur des communications du Parti québécois dans le comté d'Outremont-Côte-des-Neiges, dans lequel le candidat Salomon Cohen défend les couleurs de cette formation. En 2013, il soutient le projet de Charte de la laïcité déposé à l'Assemblée nationale du Québec par le gouvernement de Pauline Marois.

## Production littéraire et journalistique
À la fin des années 1960 et au début des années 1970, Victor Teboul est journaliste-pigiste auprès du Nouveau Samedi, de La Patrie et de la revue L'Actualité dans laquelle il signe notamment un reportage sur la Juive québécoise. Il collabore aussi au magazine Perspectives en publiant des reportages sur les déserteurs de l'armée américaine fuyant la Guerre du Viêt Nam et établis à Montréal , ainsi que sur le plus jeune député siégeant à l'Assemblée nationale du Québec, Claude Charron.
Au début des années 1970, Victor Teboul collabore également au mensuel Nouveau Monde, premier magazine juif de langue française publié au Québec, dont il sera le rédacteur en chef en 1972, dernière année de parution de la revue. Sous sa direction plusieurs articles seront publiés sur l'émergence du nouveau nationalisme québécois, dont une entrevue inédite de Jacques Picotte avec le poète Gaston Miron.
Au printemps 1970, à l'occasion des élections du mois d'avril de cette année, dans un entretien demeuré inédit, il interviewe M. René Lévesque, chef du Parti québécois, dans le cadre d'une table ronde diffusée sur le circuit interne de l'Université Sir George Williams (aujourd'hui Université Concordia). En novembre 1981, alors que le Parti québécois, réélu en avril de la même année, forme la majorité à l'Assemblée nationale du Québec, Teboul fera une deuxième entrevue avec M. Lévesque au cours de laquelle il explorera avec le premier ministre les relations de son gouvernement avec la communauté juive du Québec. L'émission sera diffusée à la radio de Radio-Canada en mai 1982. L'intégralité de l'entrevue est publiée dans l'essai René Lévesque et la communauté juive de Victor Teboul.
En 1977, il signe Mythe et images du Juif au Québec (de Lagrave), un essai qui provoqua un débat public en remettant en question la représentation des Juifs et d'Israël dans la littérature québécoise et les médias,,,,. À la suite des nombreux articles parus dans la presse québécoise sur cet essai, Victor Teboul accorda des entrevues au journaliste Léo Kalinda à l'émission «Au Vingt heures» et à l'animatrice Lisette Gervais à «La Vie quotidienne», deux émissions diffusées sur la première chaîne de la radio de Radio-Canada, de même qu'à l'émission «Parle, parle, jase, jase», animée par Réal Giguère à Télé-Métropole.
En 1979, il est le principal recherchiste de la série télévisée de 9 émissions sur la communauté juive diffusées dans le cadre du programme «Planète» de Radio-Québec, réalisée par Raoul Fox, et, en 1980, il participe activement
à la conception et à la réalisation des émissions «En tant que Juifs», réalisées par Sandra Chitayat, du même programme «Planète» de Radio-Québec, émissions dont il est l'animateur et le recherchiste. Parmi les personnalités qui y seront interviewées figure la peintre montréalaise Sylvia Ary qui offrira un témoignage émouvant de son travail d'artiste.
De 1981 à 1986 , Teboul dirige la revue Jonathan,, publication qu'il a fondée au sein du Comité Canada-Israël, dont il est le directeur,. Jonathan, une publication mensuelle de langue française, était distribuée et vendue au Québec et à l'étranger. Elle visait à faire connaître le pluralisme de la communauté juive et de la société israélienne ,. Plusieurs écrivains et journalistes québécois y collaboreront, dont Marc Chabot, Claude Marcil, Andrée Poulin, Michel Morin, Jacques Renaud. Une délégation formée des collaborateurs de Jonathan fera une visite officielle en Israël à l'automne 1982 à l'invitation du ministère des Affaires étrangères d'Israël en collaboration avec le ministère des Relations internationales du Québec. En 1981, Victor Teboul produit, pour Radio-Canada, 14 émissions radiophoniques sur la communauté juive qu'il animera et qui seront diffusées sur la chaîne culturelle de la Société d'État en 1982,,. André-J. Bélanger, Maurice Elmaleh, Jack Kantrowitz, Michel Krauss, René Lévesque, Léah Roback, Denis Vaugeois figurent parmi les personnalités qui y sont interviewées. La série explore autant la place des socialistes juifs dans l'histoire du Québec que l'arrivée des Sépharades. L'historien René Durocher, co-auteur de L'histoire du Québec contemporain et André-J. Bélanger, auteur de L'Apolitisme des idéologies québécoises. Le grand tournant (1934 - 1936) se penchent en outre sur l'antisémitisme au Québec.
Victor Teboul fut invité à conseiller l'homme d'affaires et philanthrope Charles Bronfman sur plusieurs sujets qui le préoccupaient dans les années 1980, notamment en ce qui touche les rapports entre Sépharades et Achkénazes, rapports qu'il considérait comme susceptibles de diviser la communauté juive du Québec. M. Bronfman se souciait aussi de la place du Québec au sein du Canada. Plusieurs idées soumises à M. Bronfman portaient sur la place essentielle que joue l'histoire dans les rapports intercommunautaires et contribuèrent à la naissance de la Fondation CRB et de Historica. L'expérience vécue par Teboul au sein des organisations de la communauté juive du Québec lui inspirera le roman Bienvenue chez Monsieur B. !, (L'Harmattan, 2010), dont l'intrigue se déroule dans les coulisses du pouvoir juif.
En 1984, il publie Le Jour. Émergence du libéralisme moderne au Québec (HMH Hurtubise), un essai qui examine le concept de culture dans ce journal libéral des années 1930, dirigé par Jean-Charles Harvey.
En 1987, Victor Teboul se rend en France et en Israël et produit 13 émissions qu'il animera et qui seront diffusées sur la chaîne culturelle de la radio de Radio-Canada en 1988, à l'occasion du 40e anniversaire de l'État d'Israël. Parmi les personnalités interviewées dans cette série figurent l'homme d'État Abba Eban, l'écrivain Albert Memmi ainsi que les historiens Élie Barnavi et Annie Kriegel.
Il participe activement à la réalisation du Congrès de la Fédération professionnelle des journalistes du Québec de 1987 dont le thème porte sur le racisme dans les médias et il fait une présentation sur les moyens permettant d'assurer la diversité dans la presse québécoise,. À l'issue du Congrès, il sera élu par l'assemblée de la FPJQ pour siéger en tant membre de la Fédération au Conseil de presse du Québec pour un mandat de deux ans.
Il est l'auteur de 8 émissions radiophoniques diffusées en 1988 sur la chaîne culturelle de Radio-Canada sur le libéralisme au Québec, inspirées de son livre Le Jour. Émergence du libéralisme moderne au Québec. Y participent, notamment, la fille de Jean-Charles Harvey, Claire Harvey-Trantham, Jean-Louis Gagnon, Paul Gladu, Gérard Pelletier, Dale C. Thompson. Il proposera également à la Société Radio-Canada une série sur la diversité. Intitulée «Le Québec au pluriel», la série de 13 émissions dont il assure aussi l'animation et la recherche sera diffusée sur la chaîne culturelle de la radio de Radio-Canada en 1989.  Joan Fraser, Fernand Harvey, Marco Micone, Christos Sirros, notamment, y sont interviewées.
En 1989, il est invité à se joindre, à titre de conseiller en communications, à la Direction des communications du ministère de l'Immigration et des Communuautés culturelles afin de réaliser la publication «Une femme, un vote», marquant le 50e anniversaire de l'obtention du droit de vote par les femmes du Québec. L'ouvrage, préfacé par madame Claire Kirkland-Casgrain, première femme à être élue à l'Assemblée nationale du Québec, réunissait les témoignages de femmes issues de l'immigration ayant marqué la société québécoise. Le lancement officiel de l'ouvrage eut lieu à la Bibliothèque nationale du Québec en avril 1990 en présence de la titulaire du ministère, madame Monique Gagnon-Tremblay, et des journalistes mesdames Denise Bombardier et Michaëlle Jean qui présentèrent les personnalités féminines ayant participé à l'ouvrage. Victor Teboul occupera les fonctions de conseiller en communications au sein de ce ministère de 1989 à 1991.
En 1991, il participe au Colloque de l'Université du Québec à Montréal sur l'ancien premier ministre du Québec, René Lévesque, et prononce une conférence sur « La communauté juive anglophone face au gouvernement Lévesque ». Le texte de sa conférence sera publié en 1992 dans l'ouvrage René Lévesque, L'homme, la nation, la démocratie, (Presses de l'université du Québec).
Victor Teboul a signé de nombreux articles dans diverses publications, notamment au Devoir et dans The Gazette, quotidien montréalais dans lequel il a signé une chronique sur l'éducation à la fin des années 1980.
Il a collaboré à l'ouvrage collectif Juifs et Canadiens français dans la société québécoise (dir. P. Anctil, G. Bouchard, I. Robinson, éds du Septentrion, 2000), en signant le chapitre « Présence juive et représentations romanesques : de Aaron de Yves Thériault à Babel, prise deux de Francine Noël ».
Son premier roman, Que Dieu vous garde de l'homme silencieux quand il se met soudain à parler, paru en 1999, étonne la critique québécoise par son humour et son côté iconoclaste. L'ouvrage reçoit un accueil chaleureux, notamment dans le journal La Presse et dans Le Devoir.
En décembre 2000, il intervient dans l'affaire Michaud et dénonce la motion adoptée unanimement par les députés de l'Assemblée nationale du Québec accusant Yves Michaud d'avoir offensé la communauté juive par des propos antisémites. Son article «La tolérance et ce qu'elle implique» dénonçant la motion paraît dans Le Devoir, le 6 janvier 2001.
En juin 2001, son essai René Lévesque et la communauté juive est lancé lors d'une réception officielle marquant le 168e anniversaire de l'obtention de droits civiques par les Juifs du Québec à la Société Saint-Jean-Baptiste de Montréal. Victor Teboul prononce à cette occasion une allocution dans laquelle il exprime le souhait qu'une artère de la ville de Côte-Saint-Luc, dans laquelle réside une forte proportion de la communauté juive, porte le nom d'«Avenue du 5 juin», afin de commémorer cette date marquante de l'histoire du Québec. L'ouvrage reproduit l'entretien intégral avec l'ancien premier ministre René Lévesque ainsi que l'analyse des rapports du gouvernement Lévesque avec la communauté juive anglophone. «C'est une bonne étude, précise, mais trop courte. Tout cela est à lire, avec intérêt et profit. Une belle objectivité s'en dégage», selon l'essayiste Pierre Vadeboncœur.
Son deuxième roman La lente découverte de l'étrangeté, paru en 2002, raconte le deuxième exode des Juifs d'Égypte, en 1956, lors de la guerre de Suez. Journal intime d'un enfant vivant la guerre et l'expulsion, l'ouvrage et son auteur recevront une très large couverture à la radio et dans la presse écrite du Québec.
En 2002, Victor Teboul s'intéresse à l'Internet et crée la société éditrice Tolerance.ca Inc. afin de publier le webzine Tolerance.ca. L'objectif du magazine en ligne étant de promouvoir un discours critique sur la tolérance et la diversité, compte tenu de la place grandissante des religions sur la place publique et des acquis de la laïcité réalisés par les sociétés démocratiques occidentales.
En 2004, Tolerance.ca Inc engage plusieurs journalistes pigistes pour la série «Les Grandes figures de la tolérance» qui sera publiée sur le site et qui porte sur des personnalités québécoises et canadiennes qui sont intervenues en faveur de la tolérance. La même année, suivant en cela la mission du site qui se veut critique par rapport à la diversité, Tolerance.ca organise une première rencontre à la Maison des écrivains de Montréal afin de répondre à la question «Voile, kirpan, kippa : la tolérance jusqu'où ?». La rencontre réunit plusieurs intervenants renommés, dont l'avocat Julius Grey.
D'autres séries et des rencontres organisées par Tolerance.ca suivront, rencontres ayant lieu dans des collèges et des universités, dont la rencontre intitulée «Peut-on conjuguer pluralisme et destin collectif ?» à laquelle participent plusieurs universitaires et hommes politiques dont M. Amir Khadir, du parti Québec solidaire.
Victor Teboul prononcera plusieurs causeries portant sur la question des identités et, plus particulièrement, sur l'élargissement du concept d'identité québécoise, notamment au Centre Saint-Pierre, le 13 mai 2007, à l'invitation du groupe Les Sceptiques. Sa conférence s'intitule «Ambiguïtés et ouverture de la nation québécoise. L’itinéraire d’un Québécois pur coton».
En 2010, il a collaboré à l'ouvrage collectif, «Arabitudes» (Fides, 2010), dans lequel il signe le texte «Alexandrie, ma ville-mère». L'ouvrage marque le 10e anniversaire du Festival du monde arabe.
À l'automne 2012, le magazine en ligne Tolerance.ca soulignera ses dix ans à la librairie Zone Libre de Montréal où un public nombreux assistera au débat «Racisme, antisémitisme, homophobie, islamophobie : la liberté d’expression est-elle en péril ?» auquel participent les collaborateurs et collaboratrices de la publication en ligne ainsi que les membres de l'assistance présents à l'événement.
En avril 2013, la télévision de Radio-Canada consacre un reportage aux œuvres et au parcours de Victor Teboul, à l'occasion du cinquantième anniversaire de son arrivée au Québec, dans le cadre de l'émission Second Regard.
En 2013, Victor Teboul a publié deux essais et un livre d'entretien. Il a signé une chronique dans le Huffington Post de 2013 à 2015.
Son essai Libérons-nous de la mentalité d'assiégé. Dits et écrits iconoclastes (éditions Accent Grave, 2014) est une critique des médias, des lobbys et des groupes ethnoculturels.
En 2016, Victor Teboul publie l’essai Les Juifs du Québec : In Canada We Trust. Réflexion sur l’identité québécoise (L'ABC de L'Édition). Posant un regard sévère à l’endroit de l’establishment de la communauté juive du Québec, dont il critique l’uniformité du discours autant à l’égard du conflit israélo-palestinien que du mouvement souverainiste québécois, Teboul ne se montre pas tendre par ailleurs à l’égard des historiens québécois, trop complaisants, à son avis, à l’égard des nationalistes québécois et de leurs icônes. Il déplore l’idéalisation persistante de ces dernières, dont les écrits sur l’immigration, les Juifs et les Autochtones nécessiteraient, selon Teboul, une condamnation sans équivoque. Rappelant les luttes livrées au Québec en faveur des droits, Teboul propose en contrepartie que l’on reconnaisse, dans la toponymie et la mémoire collective, les figures québécoises qui ont contribué à faire entrer le Québec dans la modernité. Boudé par le quotidien Le Devoir, l’essai de Victor Teboul a été notamment commenté, dans un long article, par le magazine La Voix sépharade, dans son édition en ligne. Malgré certaines réserves, l’auteur, David Bensoussan, ancien président de la Communauté sépharade du Québec, conclut ainsi son commentaire : «Victor Teboul met en évidence un nationalisme québécois à la mémoire frileuse qui a parfois des réflexes d’ethnie plutôt que ceux qui relèvent d’une nation. Il propose de décomplexer le Québec par rapport à son passé et offre une vision identitaire indépendantiste et cohérente qui est absente du paysage politique. Fort bien écrit, l’ouvrage donne à réfléchir.»
L’ouvrage a reçu une large couverture notamment dans le Journal de Montréal (15 janvier 2017) et dans L’Aut’Journal.
L’auteur a également accordé des entrevues à la radio de Radio Canada International, en janvier 2017, et à la revue de l’Université de Montréal, Les Diplômés, en juin 2017
Victor Teboul signe une chronique régulière sur Tolerance.ca : «Le Bloc-Notes de Victor Teboul».
Victor Teboul fait don de ses archives à l'Université Concordia. Elles sont  conservées au Service des Archives et Collections Spéciales de l'Université Concordia, à Montréal. Le Fonds P0274. - Fonds Victor Teboul contient notamment sa correspondance, ses entrevues, ses manuscrits ainsi que des documents personnels et professionnels. Le matériel comprend de nombreux documents textuels; 82 photographies; 4 videocassettes; 93 cassettes sonores; 2 bandes sonores`; 2 clés USB.
Plus d'informations : https://concordia.accesstomemory.org/teboul-victor-2

## Œuvres

### Livres
- Mythe et images du Juif au Québec, Essai, de Lagrave, 1977.
- Le Jour. Émergence du libéralisme moderne au Québec, HMH/Hurtubise, 1984.
- Une femme, un vote, en collaboration avec Jocelyne Archambault, ministère des Communautés culturelles et de l'immigration, 1990.
- Que Dieu vous garde de l'homme silencieux quand il se met soudain à parler, Roman, Les Intouchables, 1999.
- René Lévesque et la communauté juive, Essai et Entretiens, Les Intouchables, 2001.
- La Lente découverte de l'étrangeté, Roman, Les Intouchables, 2001,
- Bienvenue chez Monsieur B.!, Roman, L'Harmattan, 2010.
- Yves Thériault ou l'ouverture à l'Autre, Tolerance.ca Inc., formats numériques Kindle, Kobo, 2013
- Jean-Charles Harvey et son combat pour les libertés, Tolerance.ca Inc., formats numériques Kindle, Kobo, 2013.
- Revisiting Tolerance. Lessons drawn from Egypt's Cosmopolitan Heritage, Tolerance.ca Inc., ebooks Kindle, Kobo, 2013
- Libérons-nous de la mentalité d'assiégé. Dits et écrits iconoclastes, Essai, Accent Grave, 2014.
- Essays on Quebec nationalism and the Jews, Tolerance.ca Inc., ebooks Kindle, Kobo, 2015.
- Les Juifs du Québec : In Canada We Trust. Réflexion sur l'identité québécoise, Essai, l'ABC de l'édition, 2016.

### Revues
- Jonathan, revue mensuelle, publiée d'octobre 1981 à janvier 1986, à Montréal. Directeur-fondateur.  (ISSN 0711-026X)
- Tolerance.ca, magazine en ligne, publié depuis 2002. Directeur-fondateur.

### Articles
- Antisémitisme: mythe et images du Juif au Québec, essai d'analyse critique, Voix et images du pays, Les Presses de l'Université du Québec, 1975, p. 87 - 112.
- Le cas du Juif imaginaire, Regards sur Israël, janvier-février 1978, p. 18.
- Outside cultures still rejected by today's Quebec, The Gazette, 10 juin 1978, p. 9.
- Quebec's Jews: Victims of a myth, The Gazette, 9 juin 1978, p. 9.
- Need to struggle makes Quebec culture stronger, The Gazette, 17 juillet 1978, p. 7.
- Heavy hand of the elite hinders Quebec culture, The Gazette, 20 octobre 1978, p. 9.
- La Communauté juive au Québec. De la présence à la participation, Le Devoir, 10 janvier 1979, p. 5.
- Agrandir la petite patrie, Le Devoir, 20 janvier 1979, p. 4.
- Ne pas verser dans l'antisémitisme, Le Devoir, 7 novembre 1979, p. 4.
- J'chuis un gars d'Alex, Le Temps Fou, juin-juillet-août 1979, No 6, p. 54- 58.
- Au-delà des barrières culturelles, Le Devoir, 29 avril 1980, p. 7.
- Pourquoi Jonathan, Jonathan, octobre 1981, p. 2-3.
- Habitons-nous tous le même espace idéologique ? Le Devoir, 5 novembre 1982, p. 7.
- On being a Jewish writer in Quebec, Viewpoints (Literary supplement littéraire of the Canadian Jewish News), May 26, 1983, p. 3.
- Les Juifs et la Nouvelle-France, essai de Denis Vaugeois, Dictionnaire des œuvres littéraires du Québec, tome 4, Fides, 1984, p. 491-492.
- Quelle histoire raconter ?, Nouvelle Histoire du Québec et du Canada, Boréal Express, 1985, p. 15.
- Libéralisme et culture, L' Analyste, No 15, automne 1986, p. 62- 65.
- Jean-Charles Harvey : un visionnaire qui aidait à préparer l'avenir, Le Devoir, 12 novembre 1991, p.B 2.
- La communauté juive anglophone face au gouvernement Lévesque, René Lévesque. L'homme, la nation, la démocratie, Presses de l'Université du Québec, 1992, p. 415 - 421.
- Présence juive et représentations romanesques. Juifs et Canadiens français dans la société québécoise, Septentrion, 2000, p. 75-83.
- La tolérance et ce qu'elle implique, Le Devoir, 6 janvier 2001, p. A9.
- Souvenirs indignes, Voir, Entrevue avec Victor Teboul réalisée par Frédéric Denoncourt, 27 juin 2001,
- Ce qu'on dit des Juifs en 1889, essai de Marc Angenot, Dictionnaire des œuvres littéraires du Québec, tome 7, Fides, 2003, p. 116.
- Tolerance.ca. Un magazine éducatif québécois publié sur Internet, Entrevue. Propos recueillis par Marie-Andrée Bousquet, Le Factuel, vol. 17, no 1, printemps 2005, p. 30-31.
- Jonathan ou l'ouverture à l'Autre, 50 ans ensemble. Le livre sépharade 1959 - 2009, Communauté sépharade unifiée du Québec, 2009, p. 190 - 192.
- Alexandrie, ma ville-mère, Arabitudes. L'altérité arabe au Québec, Fides, 2010, p. 152 - 155.